# La settima donna
La settima donna, conocida como La séptima mujer,  es una película de terror y suspenso italiana de 1978 dirigida por Francesco Prosperi.
Se argumentó que la escena final de la película inspiró la escena final de Death Proof de Quentin Tarantino.

## Sinopsis
Tras el sangriento asalto a un banco, tres matones, liderados por Aldo, huyen en coche para encontrar rápidamente un escondite ante el establecimiento de retenes policiales. 
Cuando el vehículo se estropea, se ven obligados a refugiarse en una villa cerca del mar. Allí encuentran a una monja, la hermana Cristina, junto a sus cinco alumnos en medio de un ensayo de una obra de Shakespeare.
Mientras esperan la llegada del autobús escolar que supuestamente recogerá a las niñas, a las que quieren robar para continuar con su fuga, los tres ladrones se entregan a los peores abusos contra sus rehenes. Después de matar a la criada con una plancha, violan a la monja y a algunos estudiantes antes de dispararle a uno. 
Hambrienta de venganza, la hermana Cristina y las otras víctimas se vengan de ellos asesinándolos uno por uno.

## Reparto
- Florinda Bolkan: Hna. Cristina
- Ray Lovelock: Aldo
- Flavio Andreini: Walter
- Stefano Cedrati: Nino
- Sherry Buchanan: Lisa
- Laura Trotter